# Kontynent
     Afryka
     Ameryka Południowa
     Ameryka Północna
     Antarktyda
     Australia
     Eurazja
     Afryka
     Ameryka Południowa
     Ameryka Północna
     Antarktyda
     Australia
     Azja
     Europa

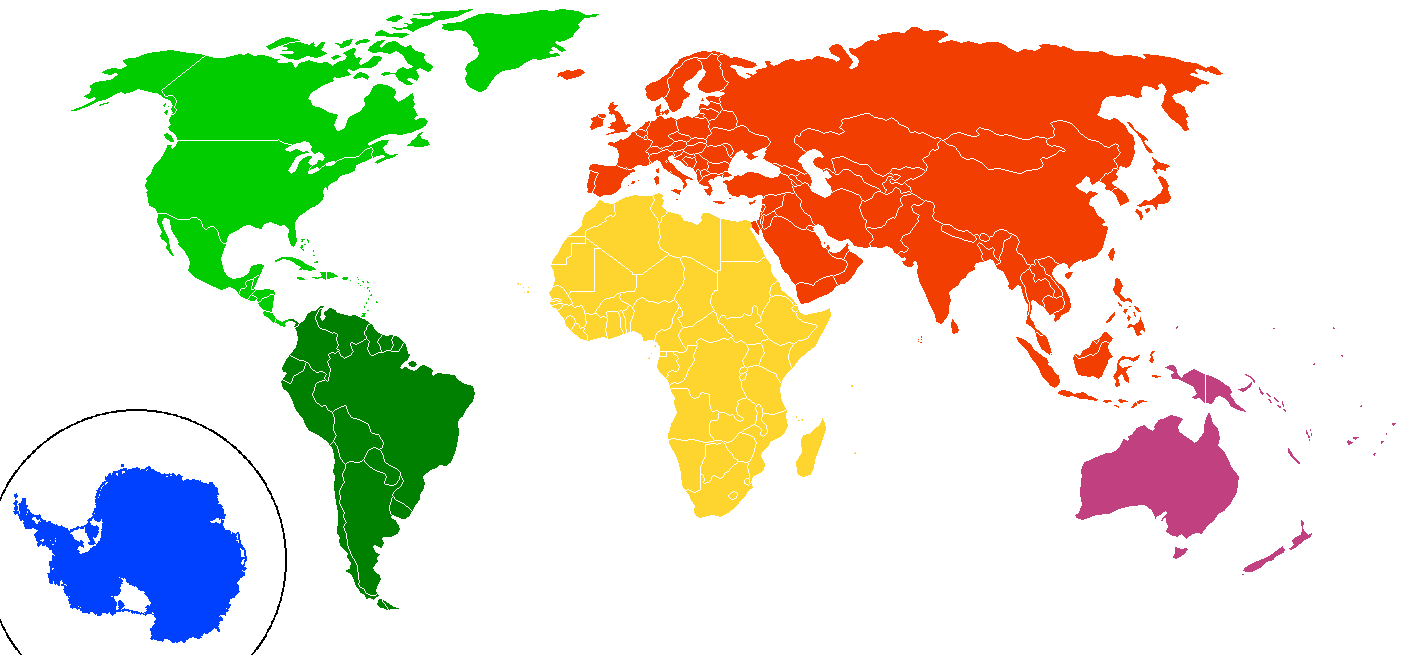
Podział świata na 6 kontynentów:
Afryka
Ameryka Południowa
Ameryka Północna
Antarktyda
Australia
Eurazja

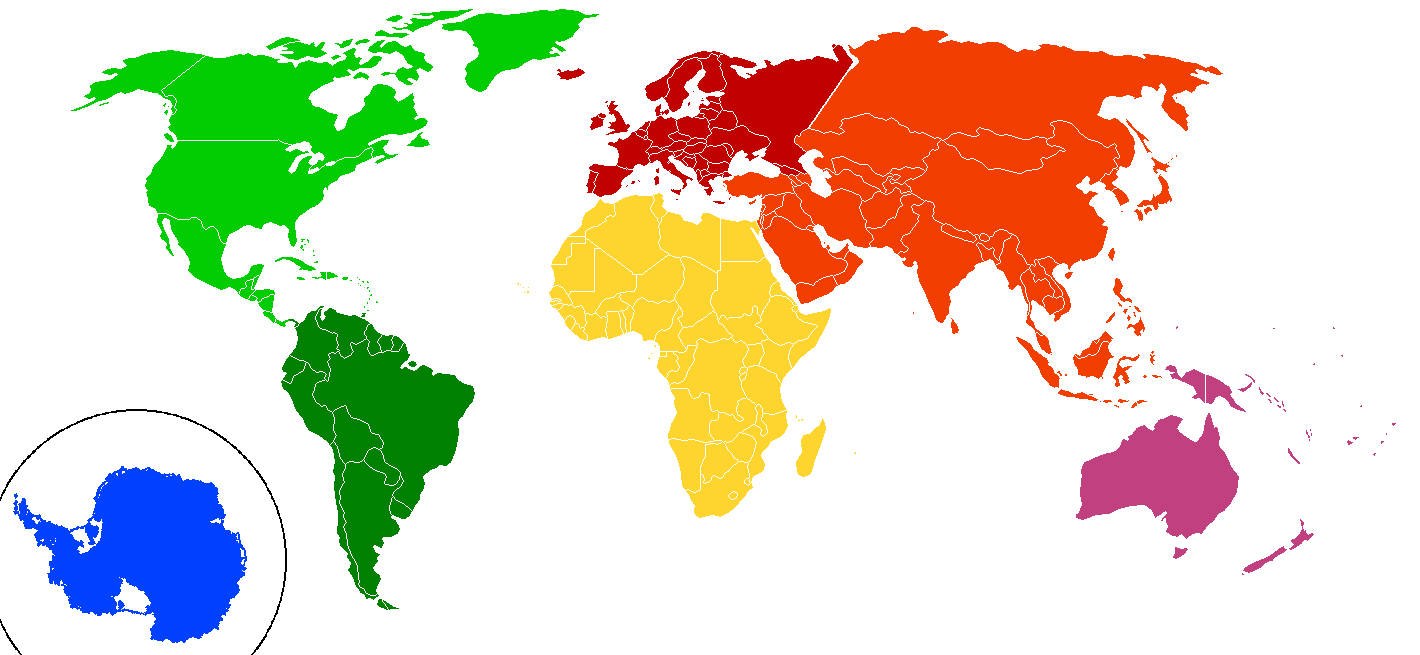
Podział świata na 7 kontynentów:
Afryka
Ameryka Południowa
Ameryka Północna
Antarktyda
Australia
Azja
Europa

Kontynent (łac. continens – łączny) – w geografii fizycznej: olbrzymi pod względem powierzchni (rzędu kilku mln km²) obszar lądu, otoczony (oblany) ze wszystkich stron morzami i oceanami, a z innymi kontynentami połączony co najwyżej wąskimi przesmykami (Ameryka Północna i Ameryka Południowa, Eurazja i Afryka). W geotektonice i geomorfologii, kontynent określa się jako lądową część cokołu (bloku) kontynentalnego (do którego należy szelf kontynentalny z morzami szelfowymi), kontynent obejmuje więc także przybrzeżne wyspy, znajdujące się na tym samym cokole kontynentalnym.
Liczba kontynentów budzi kontrowersje. Na gruncie geografii fizycznej, geologii i geotektoniki wyróżnia się 6 kontynentów:
- Afrykę (30,4 mln km²)
- Amerykę Południową (17,8 mln km²)
- Amerykę Północną (24,2 mln km²)
- Antarktydę (13,2 mln km²)
- Australię (7,7 mln km² )[a]
- Eurazję (54,8 mln km²), w tym:
  - Europa (10,2 mln km²)
  - Azja (44,6 mln km²)[8].

Jednak w innym podziale Europa i Azja traktowane są jako osobne kontynenty, co oznacza istnienie 7 kontynentów.
Kolejnym kontynentem mogłaby być Zelandia, która oderwała się od Australii około 70 mln lat temu. Aż 94% tego postulowanego kontynentu znajduje się pod powierzchnią wody, a pozostałe 6% to Nowa Zelandia i okoliczne wyspy.